# James Wilson (Politiker, 1825)

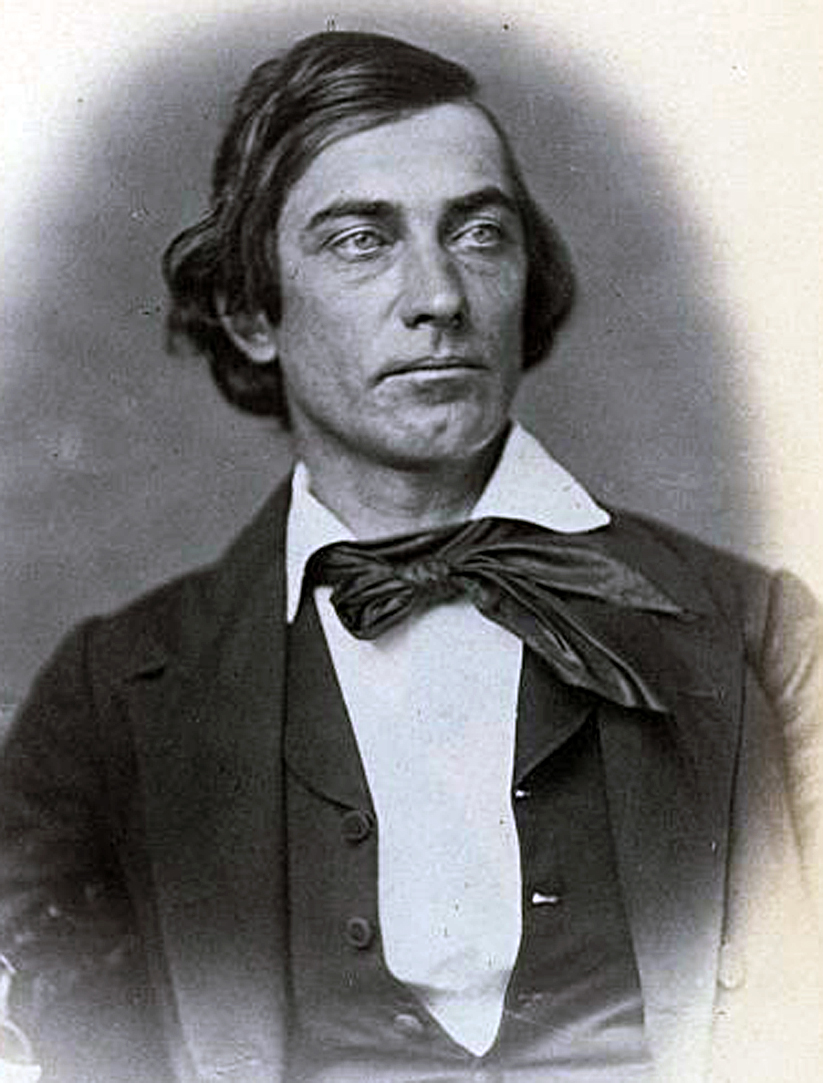
James Wilson (1859)

James Wilson (* 9. April 1825 in Crawfordsville, Indiana; † 8. August 1867 in Caracas, Venezuela) war ein US-amerikanischer Politiker. Zwischen 1857 und 1861 vertrat er den Bundesstaat Indiana im US-Repräsentantenhaus.

## Werdegang
James Wilson war der Vater von John Lockwood Wilson (1850–1912), der für den Staat Washington in beiden Kammern des Kongresses saß. Er besuchte bis 1842 das Wabash College in Crawfordsville. Nach einem anschließenden Jurastudium und seiner im Jahr 1848 erfolgten Zulassung als Rechtsanwalt begann er in Crawfordsville in diesem Beruf zu arbeiten. In den Jahren 1846 und 1847 nahm er als Soldat am Mexikanisch-Amerikanischen Krieg teil.
In den 1850er Jahren wurde Wilson Mitglied der neu gegründeten Republikanischen Partei. Bei den Kongresswahlen des Jahres 1856 wurde er als deren Kandidat im achten Wahlbezirk von Indiana in das US-Repräsentantenhaus in Washington, D.C. gewählt, wo er am 4. März 1857 die Nachfolge von Daniel Mace antrat. Nach einer Wiederwahl konnte er bis zum 3. März 1861 zwei Legislaturperioden im Kongress absolvieren. Diese waren von den Ereignissen im unmittelbaren Vorfeld des Bürgerkrieges geprägt.
Während des Bürgerkriegs war er zwischen 1862 und 1865 zunächst Hauptmann und später Brevet-Oberstleutnant im Heer der Union. Im Jahr 1866 wurde James Wilson als Nachfolger von Erastus D. Culver amerikanischer Botschafter in Venezuela. Diesen Posten bekleidete er bis zu seinem Tod am 8. August 1867 in Caracas. Er wurde in seiner Heimatstadt Crawfordsville beigesetzt.